# Revilla del Campo
Revilla del Campo est une commune d'Espagne dans la communauté autonome de Castille-et-León, province de Burgos. Elle s'étend sur 39,04 km2 et comptait environ 113 habitants en 2011.